# Надеевы
 Надеевы  — опустевшая деревня в Котельничском районе Кировской области в составе Макарьевского сельского поселения.

## География
Располагается на расстоянии примерно 12 км по прямой на юго-запад от центра поселения села Макарье.

## История
Была известна с 1802 года как починок Дранишниковский с 6 дворами. В 1905 здесь (починок Дранишняковский 2-й или Надеевы) дворов 9 и жителей 75, в 1926 (уже деревня Надеевы или Борондуковский) 15 и 81, в 1950 12 и 34, в 1989 проживало 16 человек. Настоящее название утвердилось с 1939 года.

## Население
Постоянное население  составляло 2 человека (русские 100%) в 2002 году, 0 в 2010.